# Nadjaf Al Achraf (Sénégal)
Nadjaf Al Achraf ou Nadjaf Al Ashraf est une localité du Sénégal, située dans la communauté rurale de Sinthiang Koundara, le département de Vélingara et la région de Kolda, en Casamance, dans le sud du pays,,. Il est situé sur les rives du fleuve Koulountou, un affluent du fleuve Gambie.
Le village a été nommé d'après la ville sainte chiite de Nadjaf (nom complet : Al-Najaf al-Ashraf ; arabe : ٱلنَّجَف ٱلْأَشْرَف) dans le sud de l'Irak où est enterré l’Imam Ali (as), premier des douze imams infaillibles dans le chiisme duodécimain. Elle a été fondée par le chef religieux chiite Cherif Mohamed Aly Aidara.

## Histoire
Cherif Mohamed Aly Aidara, fondateur de l'ONG Institut Mozdahir International (IMI), a fondé le village en tant que projet de développement social pour la réduction de la pauvreté et le développement durable. 400 familles pauvres ont été déplacées dans la région pour aider à freiner le flux de la migration vers les villes ainsi que la migration internationale, et une plantation de bananes y a été mise en place.
Aujourd'hui, il y a des centaines d'hectares de plantations de bananes à Nadjaf Al Ashraf ainsi que d’autres types de fruits et légumes. Mozdahir gère les plantations et veille à ce que les agriculteurs puissent gagner leur vie.